# Staw (przystanek kolejowy)
Staw – nieczynny przystanek kolejowy w Kozinie, w powiecie gorzowskim, w województwie lubuskim.